# Blaugrüner Schwaden
Der Blaugrüne Schwaden (Glyceria declinata), auch Blaugrünes Süssgras genannt, ist eine Pflanzenart aus der Gattung Schwaden (Glyceria) innerhalb der Familie der Süßgräser (Poaceae).

## Beschreibung

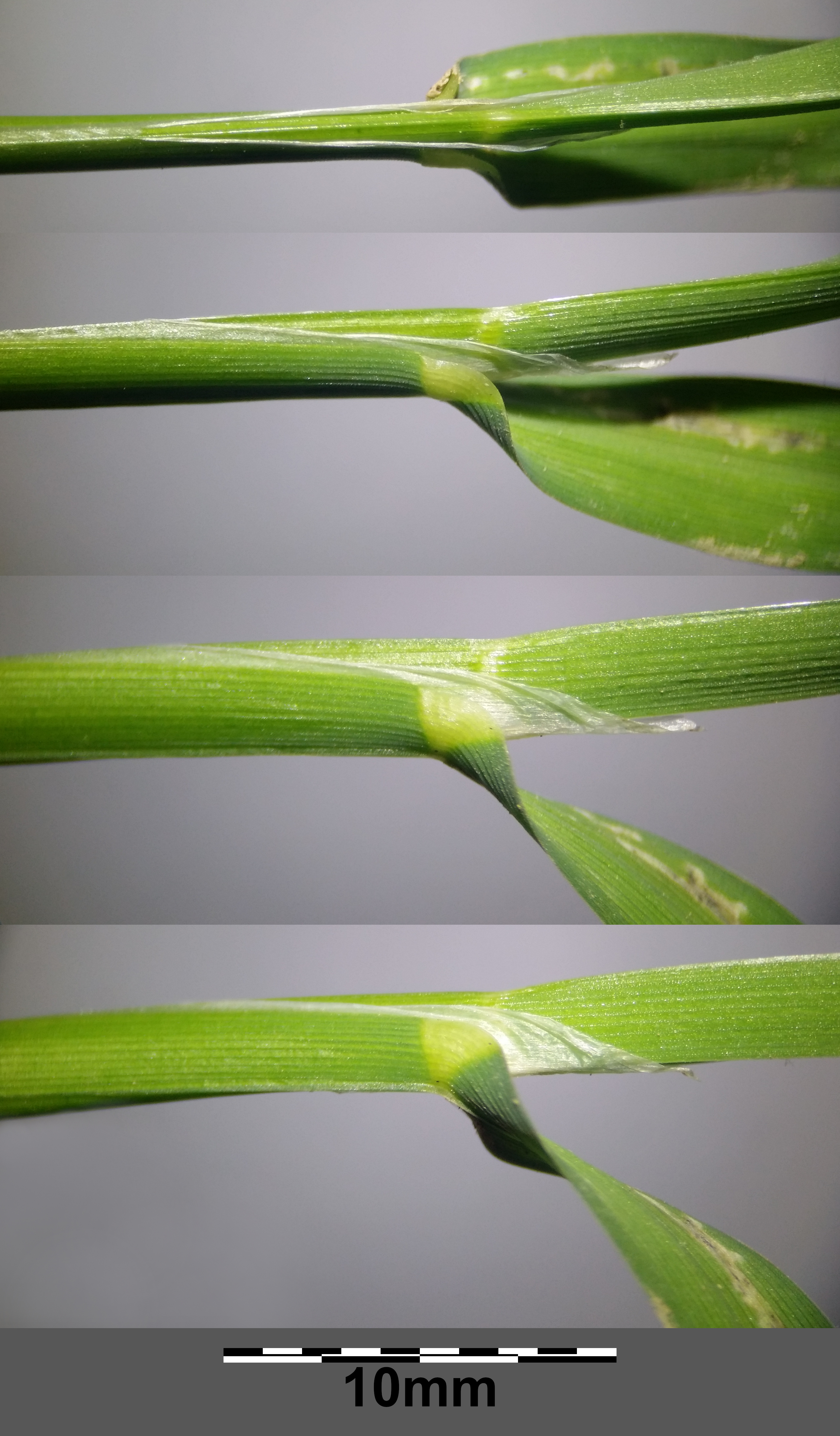
Halm mit Blattscheide und Blatthäutchen

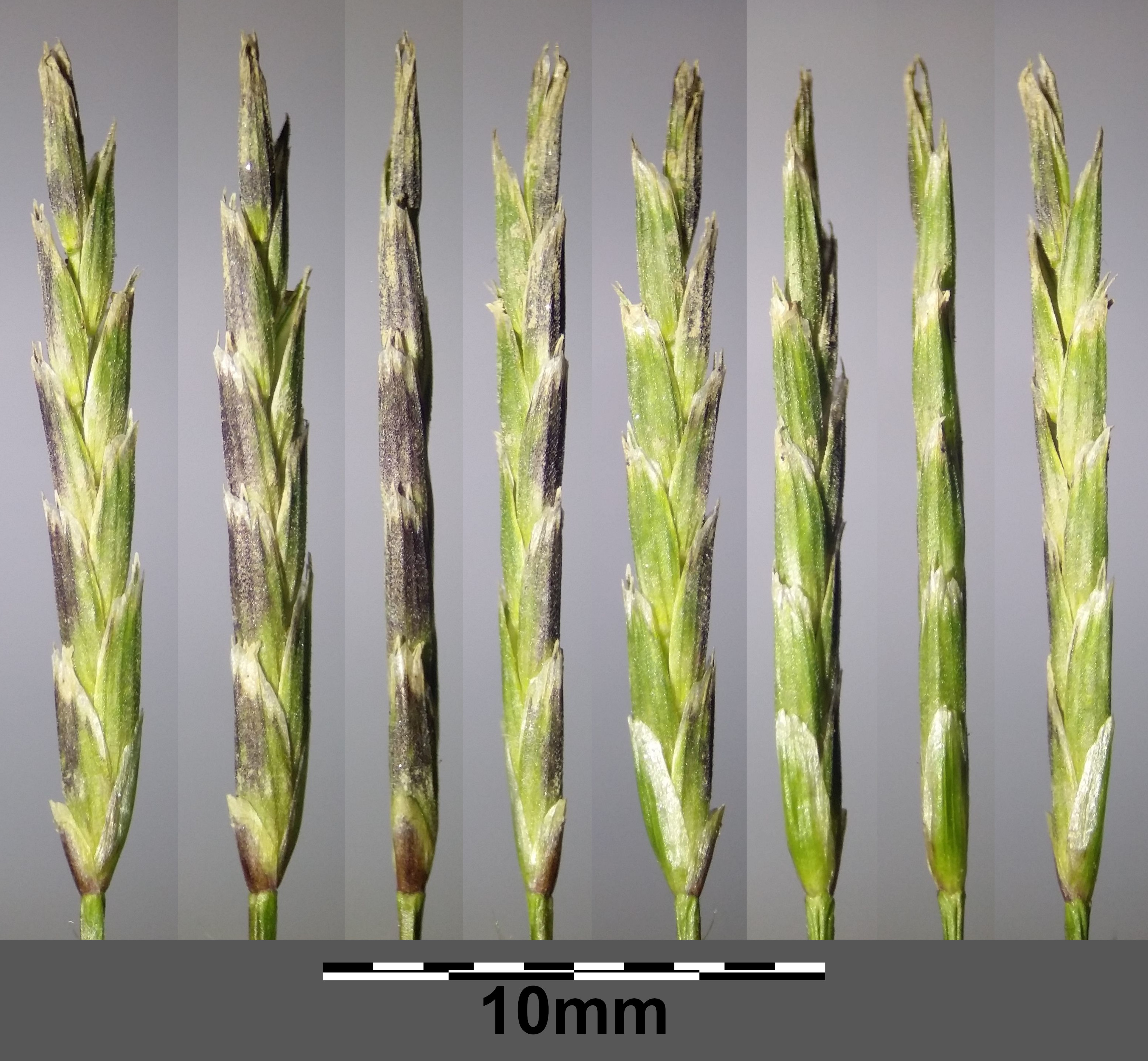
Ährchen

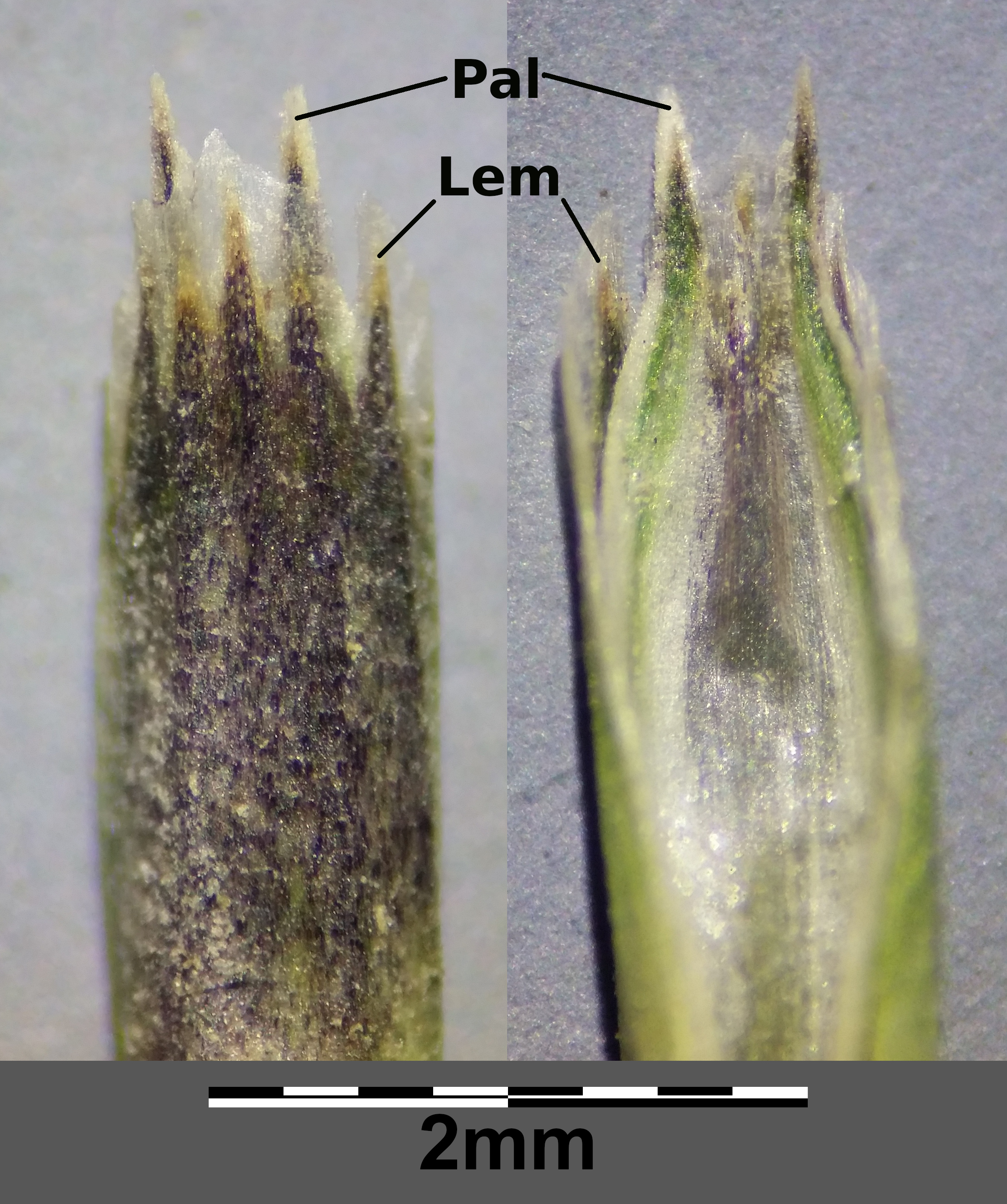
Ährchen

### Vegetative Merkmale
Der Blaugrüne Schwaden ist eine ausdauernde krautige Pflanze, die nur Wuchshöhen von 10 bis 40 Zentimetern erreicht. Seine bogig aufsteigenden Halme sind mit ein bis drei Knoten gegliedert.
Die wechselständig am Halm angeordneten Laubblätter sind in Blattscheide und -spreite gegliedert. Die Blattscheiden sind bis oben hin geschlossen, glatt und kahl. Die Blattspreiten sind 4 bis 20 Zentimeter lang und 4 bis 8 Millimeter breit. Das Blatthäutchen ist ein 4 bis 9 Millimeter langer, zugespitzter häutiger Saum.

### Generative Merkmale
Die Blütezeit reicht von Juni bis August. Der rispige Blütenstand ist 5 bis 20, selten bis zu 30 Zentimeter lang, zusammengezogen, im Umriss lanzettlich, aufrecht oder meist etwas nickend und einseitig. Die ein bis drei untere Seitenäste gehen von der Hauptachse weg; die längeren tragen zwei bis sechs, die kürzeren ein oder zwei Ährchen. Die Ährchenstiele sind 2 bis 10 Millimeter lang, glatt und kahl. Die Ährchen sind 8- bis 15-blütig, 12 bis 24 Millimeter lang. Die Hüllspelzen sind einnervig, die untere ist 1,5 bis 2,5 Millimeter lang, die obere 2,5 bis 3 Millimeter lang. Die Deckspelzen sind siebennervig und 3,5 bis 5 Millimeter lang. Sie sind am oberen Ende stumpf dreilappig oder drei- bis fünfzähnig. Die Vorspelzen sind zweinervig, so lang wie die Deckspelzen und diese oft mit ihren zwei Zähnen überragend. Die Staubbeutel sind 0,5 bis 1 Millimeter lang, violett oder gelblich.
Die Chromosomenzahl beträgt 2n = 20.

## Vorkommen
Der Blaugrüne Schwaden kommt in Europa, in Makaronesien und in Marokko vor. In Europa kommt er in fast allen Ländern vor und fehlt nur in Island, Litauen, Estland, Belarus, Serbien, Kosovo, Bosnien-Herzegowina, Albanien, Montenegro, Nordmazedonien, Griechenland, Bulgarien, in der Türkei und in Moldau. In Finnland kommt er eingeschleppt vor.
Der Blaugrüne Schwaden gedeiht in Pioniergesellschaften auf nassen Waldwegen, an quelligen Weg- und Grabenrändern, auf sickernassen, mäßig nährstoffreichen und basenreichen, kalkarmen, mäßig sauren, humosen, sandigen Lehmböden. Er ist ein „Halbschattgras“ und kommt vor allem in frischen Trittgesellschaften mit der  Zarten Binse (Juncus tenuis) und in Pflanzengesellschaften der Verbände Agropyro-Rumicion oder Polygonion avicularis vor. Er ist eine Differentialart der Assoziation Stellario-Scirpetum setacei aus dem Verband Nanocyperion. In den Alpen steigt die Art bis in eine Höhenlage von etwa 1400 Metern auf und erreicht auf der Koralpe 1450 Meter.
Die ökologischen Zeigerwerte nach Landolt et al. 2010 sind in der Schweiz: Feuchtezahl F = 4+fw+ (nass aber stark wechselnd), Lichtzahl L = 3 (halbschattig), Reaktionszahl R = 2 (sauer), Temperaturzahl T = 4 (kollin), Nährstoffzahl N = 4 (nährstoffreich), Kontinentalitätszahl K = 2 (subozeanisch).

## Taxonomie
Die Erstbeschreibung von Glyceria declinata erfolgte 1859 aus der Normandie durch Louis Alphonse de Brébisson (1798–1872) in seiner Flore de la Normandie, 3. Auflage, S. 354. Doch wurde diese Art lange nicht weiter beachtet. Sie wurde dann als eine Unterart von Glyceria fluitans angesehen und erst die Chromosomenzahl erwies sie als eigenständige Art. Erst nach dem Zweiten Weltkrieg wurde die Verbreitung dieser Art in Europa genauer erfasst. Synonyme für Glyceria declinata Bréb. sind beispielsweise Glyceria fluitans subsp. declinata (Bréb.) O.Bolòs & al. und Glyceria notata subsp. declinata (Bréb.) Weeda.